# Chad Henne
Pour les articles homonymes, voir Henne.
(en) Statistiques sur pro-football-reference
Chad Steven Henne, né le 2 juillet 1985 à Wyomissing (Pennsylvanie), est un joueur américain de football américain qui a évolué au poste de quarterback dans la National Football League (NFL) pendant quinze saisons.
Il a chronologiquement joué pour les Dolphins de Miami (2008-2011), les Jaguars de Jacksonville (2012-2017) et les Chiefs de Kansas City (2018-2022).
Au niveau universitaire, il a joué dans la NCAA Division I FBS avec les Wolverines du Michigan pendant quatre saisons (2004-2007) avant d'être sélectionné au deuxième tour de la draft 2008 de la NFL par la franchise de Miami.
Avec les Chiefs, il remporte les Super Bowls LIV et LVII.

## Biographie

### Carrière universitaire
Henne intègre l'université du Michigan où il joue pour l'équipe des Wolverines de 2004 à 2007 dans la NCAA Division I FBS.
Il devient le deuxième quarterback freshman titulaire de l'histoire de Michigan à enregistrer 32 victoires en saison régulière avec 8 740 yards et 87 touchdowns.
Lors de sa dernière saison universitaire, il permet à Michigan de remporter le Capital One Bowl 2008 gagné 45 à 35 contre les Gators de la Floride et s'y voit désigné meilleur joueur après avoir gagné 373 yards et inscrit trois touchdowns à la passe.

### Carrière professionnelle
Il est sélectionné en 57e choix global lors du deuxième tour de la draft 2008 de la NFL par la franchise des Dolphins de Miami où il rejoint son coéquipier de Michigan, le tackle gauche Jake Long, choisi lors du premier tour par les Dolphins.
Il passe la saison 2008 en tant que remplaçant de Chad Pennington et joue peu. La saison suivante, Henne est toujours remplaçant pour le début de saison mais entre en jeu lors de la 3e semaine lors du match face aux Chargers de San Diego après que Pennington se soit blessé à l'épaule. Dès la semaine suivante, Henne est désigné titulaire pour le match face aux Bills de Buffalo et il aide les Dolphins à remporter sept des dix matchs suivants. Après un bilan provisoire négatif avec trois défaites, les Dolphins peuvent ainsi espérer participer à la phase éliminatoire. Les Dolphins perdent cependant les trois derniers matchs de saison régulière et ne qualifient pas pour la phase éliminatoire. En 14 matchs, Henne totalise un touchdown à la course  ainsi que 2 878 yards et 12 touchdown inscrits à la passe malgré 14 interceptions.
Durant la saison 2011, il se blesse à l'épaule lors de la 4e semaine face aux Chargers de San Diego. Sa blessure nécessite une opération et il manque le restant de la saison. Les Dolphins annoncent en février 2012 qu'ils n'offriront pas de nouveau contrat à Henne. 
Il signe le mois suivant un contrat de deux ans avec les Jaguars de Jacksonville. Il commence la saison 2012 en tant que remplaçant du jeune quarterback Blaine Gabbert. Il entre en jeu lors de la 11e semaine face aux Texans de Houston après une blessure de Gabbert et il s'illustre par un gain de 354 yards et 4 touchdowns à la passe malgré la défaite de 37 à 43. Il est titularisé pour le restant de la saison qu'il termine avec un total de 11 touchdowns pour autant d'interceptions.
Remplaçant lors du début de la saison 2013, il redevient titulaire après une nouvelle blessure de Gabbert. Il prolonge de deux ans son contrat avec les Jaguars en mars 2014 et est désigné titulaire pour le début de la saison 2014. Il est remis sur le banc lors de la 3e semaine en faveur de Blake Bortles, quarterback rookie sélectionné lors du premier tour de la draft 2014. Il ne joue plus le moindre snap pendant le reste de la saison. Il reste remplaçant de Bortles lors des trois saisons suivantes.
Il signe en 2018 avec les Chiefs de Kansas City en tant que remplaçant de Patrick Mahomes. La saison suivante, il remporte le Super Bowl LIV avec les Chiefs bien qu'il n'ait pas joué le moindre snap durant la saison. Il remporte un autre Superbowl en 2022 avant de prendre sa retraite sportive.

## Statistiques
| Année       | Équipe                 | Statut      | MJ |         | Passes   | Passes | Passes | Passes | Passes | Passes | Passes  |       | Courses | Courses | Courses | Courses |
| Année       | Équipe                 | Statut      | MJ | Tentées | Réussies | Pct.   | Yards  | TD     | Int.   | Éval.  | Tentées | Yards | Moy.    | TD      |         |         |
| 2004        | Wolverines du Michigan | Fr.         | 12 | 399     | 240      | 60,2   | 2 743  | 25     | 12     | 132,6  | 55      | -137  | -2,5    | 2       |         |         |
| 2005        | Wolverines du Michigan | So.         | 12 | 382     | 223      | 58,4   | 2 526  | 23     | 08     | 129,6  | 54      | 0 25  | 0,5     | 1       |         |         |
| 2006        | Wolverines du Michigan | Jr.         | 13 | 326     | 203      | 61,9   | 2 508  | 22     | 08     | 143,4  | 43      | -083  | -1,8    | 0       |         |         |
| 2007        | Wolverines du Michigan | Sr.         | 10 | 278     | 162      | 58,3   | 1 938  | 17     | 09     | 130,5  | 24      | -120  | -5,0    | 0       |         |         |
| Totaux NCAA | Totaux NCAA            | Totaux NCAA | 47 | 1 387   | 828      | 59,7   | 9 715  | 87     | 37     | 133,9  | 180     | -315  | -1,8    | 3       |         |         |

| Année              | Équipe                  | MJ |         | Passes   | Passes | Passes | Passes | Passes | Passes | Passes  |       | Courses | Courses | Courses | Courses |
| Année              | Équipe                  | MJ | Tentées | Réussies | Pct.   | Yards  | TD     | Int.   | Éval.  | Tentées | Yards | Moy.    | TD      |         |         |
| 2008               | Dolphins de Miami       | 03 | 012     | 07       | 58,3   | 0 67   | 0      | 0      | 074,0  | -       | -     | -       | -       |         |         |
| 2009               | Dolphins de Miami       | 14 | 451     | 274      | 60,8   | 2 878  | 12     | 14     | 075,2  | 16      | 032   | 2,0     | 1       |         |         |
| 2010               | Dolphins de Miami       | 15 | 490     | 301      | 61,4   | 3 301  | 15     | 19     | 075,4  | 35      | 052   | 1,5     | 0       |         |         |
| 2011               | Dolphins de Miami       | 04 | 112     | 064      | 57,1   | 0 868  | 04     | 04     | 079,0  | 15      | 112   | 7,5     | 1       |         |         |
| 2012               | Jaguars de Jacksonville | 10 | 308     | 166      | 53,9   | 2 084  | 11     | 11     | 072,2  | 11      | 053   | 3,4     | 1       |         |         |
| 2013               | Jaguars de Jacksonville | 15 | 503     | 305      | 60,6   | 3 241  | 13     | 14     | 076,5  | 27      | 077   | 2,9     | 0       |         |         |
| 2014               | Jaguars de Jacksonville | 03 | 078     | 42       | 53,8   | 0 492  | 03     | 01     | 080,7  | 04      | 025   | 6,3     | 0       |         |         |
| 2015               | Jaguars de Jacksonville | 0  | -       | -        | -      | -      | -      | -      | -      | -       | -     | -       | -       |         |         |
| 2016               | Jaguars de Jacksonville | 01 | -       | -        | -      | -      | -      | -      | -      | 01      | 0- 2  | -2,0    | 0       |         |         |
| 2017               | Jaguars de Jacksonville | 02 | 02      | 0        | 00,0   | -      | -      | -      | 039,6  | 05      | 0- 5  | -1,0    | 0       |         |         |
| 2018               | Chiefs de Kansas City   | 01 | 03      | 02       | 66,7   | 0 29   | 0      | 0      | 097,9  | 01      | 03    | 3,0     | 0       |         |         |
| 2019               | Chiefs de Kansas City   | 0  | -       | -        | -      | -      | -      | -      | -      | -       | -     | -       | -       |         |         |
| 2020               | Chiefs de Kansas City   | 03 | 038     | 028      | 73,7   | 0 248  | 02     | 0      | 108,2  | 07      | 0- 2  | -0,3    | 1       |         |         |
| 2021               | Chiefs de Kansas City   | 04 | 016     | 011      | 68,8   | 0 82   | 0      | 0      | 087,8  | 08      | 0     | 0,0     | 0       |         |         |
| 2022               | Chiefs de Kansas City   | 03 | 02      | 0        | 00,0   | 0      | 0      | 0      | 039,6  | 05      | 0- 5  | -1,0    | 0       |         |         |
| Totaux en carrière | Totaux en carrière      | 78 | 2 015   | 1 200    | 59,6   | 13 290 | 60     | 63     | 76,1   | 143     | 351   | 2,5     | 4       |         |         |

| Année              | Équipe                  | MJ |                   | Passes            | Passes            | Passes            | Passes            | Passes            | Passes            | Passes            |                   | Courses           | Courses           | Courses | Courses |
| Année              | Équipe                  | MJ | Tentées           | Réussies          | Pct.              | Yards             | TD                | Int.              | Éval.             | Tentées           | Yards             | Moy.              | TD                |         |         |
| 2008               | Dolphins de Miami       | 0  | N'a pas participé | N'a pas participé | N'a pas participé | N'a pas participé | N'a pas participé | N'a pas participé | N'a pas participé | N'a pas participé | N'a pas participé | N'a pas participé | N'a pas participé |         |         |
| 2017               | Jaguars de Jacksonville | 0  | N'a pas participé | N'a pas participé | N'a pas participé | N'a pas participé | N'a pas participé | N'a pas participé | N'a pas participé | N'a pas participé | N'a pas participé | N'a pas participé | N'a pas participé |         |         |
| 2019               | Chiefs de Kansas City   | 0  | N'a pas participé | N'a pas participé | N'a pas participé | N'a pas participé | N'a pas participé | N'a pas participé | N'a pas participé | N'a pas participé | N'a pas participé | N'a pas participé | N'a pas participé |         |         |
| 2020               | Chiefs de Kansas City   | 1  | 8                 | 6                 | 75,0              | 66                | 0                 | 1                 | 059,4             | 2                 | 12                | 6,0               | 0                 |         |         |
| 2021               | Chiefs de Kansas City   | 0  | N'a pas participé | N'a pas participé | N'a pas participé | N'a pas participé | N'a pas participé | N'a pas participé | N'a pas participé | N'a pas participé | N'a pas participé | N'a pas participé | N'a pas participé |         |         |
| 2022               | Chiefs de Kansas City   | 1  | 7                 | 5                 | 71,0              | 23                | 1                 | 0                 | 114,9             | 1                 | - 1               | -1,0              | 0                 |         |         |
| Totaux en carrière | Totaux en carrière      | 2  | 15                | 11                | 73,0              | 89                | 1                 | 1                 | 82,4              | 3                 | 11                | 3,7               | 0                 |         |         |